# Вольфганг Рьомер
Вольфґанґ Рьомер (нім. Wolfgang Römer; 23 червня 1910, Хемніц — ???) — німецький офіцер, обер-лейтенант резерву вермахту. Кавалер Лицарського хреста Хреста Воєнних заслуг з мечами.

## Нагороди
- Залізний хрест 2-го класу (11 серпня 1941)
- Хрест Воєнних заслуг 2-го і 1-го класу з мечами (20 квітня 1942) — отримав 2 нагороди одночасно.
- Медаль «За зимову кампанію на Сході 1941/42» (30 липня 1942)
- Нагрудний знак «За танкову атаку» в сріблі (29 січня 1944)
- Лицарський хрест Хреста Воєнних заслуг з мечами (4 червня 1944) — як обер-лейтенант резерву і полковий інженер 656-го протитанкового полку.